# خخوووو
خخوووو (به لهستانی:  Chechłowo) یک روستا در لهستان است که در گمینا دروخیچن واقع شده‌است.